# Giro dei Paesi Baschi 1935
Il Giro dei Paesi Baschi 1935, ottava edizione della corsa, si svolse in cinque tappe dal 7 all'11 agosto 1935 su un percorso di 873 km con partenza e arrivo a Bilbao. Fu vinto dall'italiano Gino Bartali, che completò il percorso in 30h09'28" precedendo il francese Dante Gianello e lo spagnolo Julián Berrendero. Completarono la prova 32 dei 67 ciclisti al via (su 81 iscritti).
L'edizione del 1935, organizzata dal quotidiano bilbaino Excelsius e svolta a cinque anni da quella precedente del 1930, fu l'ultima edizione della "prima epoca" della storia del Giro dei Paesi Baschi, poiché l'edizione successiva venne cancellata a causa delle vicende dovute alla Guerra civile spagnola e successivamente abbandonata; si dovette attendere il 1969 affinché la corsa venisse nuovamente organizzata, questa volta a cura in associazione alla Bicicleta Eibarresa.

## Tappe
| Tappa  | Data      | Percorso                      | km  | Vincitore di tappa | Leader classifica generale |
| ------ | --------- | ----------------------------- | --- | ------------------ | -------------------------- |
| 1ª     | 7 agosto  | Bilbao > Vitoria              | 152 | Paul Egli          | Paul Egli                  |
| 2ª     | 8 agosto  | Vitoria > Pamplona            | 150 | Gino Bartali       | Gino Bartali               |
| 3ª     | 9 agosto  | Pamplona > Bayonne (FRA)      | 213 | Gino Bartali       | Gino Bartali               |
| 4ª     | 10 agosto | Bayonne (FRA) > San Sebastián | 135 | Sauveur Ducazeaux  | Gino Bartali               |
| 5ª     | 11 agosto | San Sebastián > Bilbao        | 223 | Gino Bartali       | Gino Bartali               |
| Totale | Totale    | Totale                        | 873 |                    |                            |

## Classifiche finali

### Classifica generale
| Pos. | Corridore         | Squadra | Tempo     |
| ---- | ----------------- | ------- | --------- |
| 1    | Gino Bartali      | Fréjus  | 30h09'28" |
| 2    | Dante Gianello    | Peugeot | a 47"     |
| 3    | Julián Berrendero | BH      | a 3'31"   |
| 4    | Federico Ezquerra | Orbea   | a 5'34"   |
| 5    | Emiliano Álvarez  | -       | a 6'30"   |
| 6    | Joseph Neri       | -       | a 7'23"   |
| 7    | Fermín Trueba     | BH      | a 7'35"   |
| 8    | Antonio Negrini   | Fréjus  | a 10'13"  |
| 9    | Cipriano Elys     | -       | a 15'19"  |
| 10   | Alfredo Bovet     | Bianchi | a 16'39"  |

### Classifica del Gran Premio della Montagna
| Pos. | Corridore         | Squadra | Punti |
| ---- | ----------------- | ------- | ----- |
| 1    | Federico Ezquerra | Orbea   | 43    |
| 2    | Fermín Trueba     | BH      | 37    |
| 3    | Gino Bartali      | Fréjus  | 36    |
| 4    | Julián Berrendero | BH      | 35    |
| 5    | Joseph Neri       | -       | 25    |